# وهرتال
وهرتال (به آلمانی: Wehretal) یک شهر در آلمان است که در ورا-مایسنر واقع شده‌است. وهرتال ۵٬۴۲۵ نفر جمعیت دارد.